# Flirty Fishing
Flirty Fishing (ou FFing) é a forma de prostituição religiosa evangélica praticada entre 1974 e 1987 por mulheres pertencentes ao novo movimento religioso Meninos de Deus, agora conhecido como Família Internacional.
As mulheres do grupo eram encorajadas a demonstrar o amor de Deus através do sexo com pessoas com potencial de serem convertidas. De acordo com a Família Internacional, como resultado do Flirty Fishing "mais de 100 000 receberam a dádiva divina da salvação através de Jesus, e alguns escolheram viver a vida de discípulos e missionários."
O Flirty Fishing foi oficialmente abandonado pela Família Internacional em 1987 e substituído por outros métodos de testificação, também a fim de evitar que seus membros contraíssem AIDS.[carece de fontes?]